# Dmytriwka (obwód chmielnicki)
Dmytriwka (ukr. Дмитрівка) – wieś na Ukrainie, w obwodzie chmielnickim, w rejonie chmielnickim, w hromadzie Teofipol. W 2001 roku liczyła 236 mieszkańców.